# سيسكي (دولة)
سيسكي (بالإنجليزية: Ciskei)‏ وهي دولة كانت مستقلة مؤقتاً من دون حصولها على اعتراف دولي في جنوب أفريقيا في منطقة بانتوستان في جنوب شرق جنوب أفريقيا وكانت تغطي مساحة 7700 كلم مربع وقد كانت محاطة بمقاطعة الكاب تم إعلان إستقلالها في سنة 1981 وذلك من قبل السُكان الخوسيون الذين كانوا يشكلون الأغلبية فيها وذلك احتجاجاً على حكومة جنوب أفريقيا التي كانت تضطهد السود تم حل الدولة في سنة 1994 وعادت إلى صفوف جنوب أفريقيا بعد زوال نظام الأبارتايد وتزامناً مع تولي نيلسون مانديلا الحكم في جنوب أفريقيا وانتهاء اضطهاد السود وقد كانت عاصمة هذه الدولة هي مدينة بيشو.